# Museo del vino Kutman

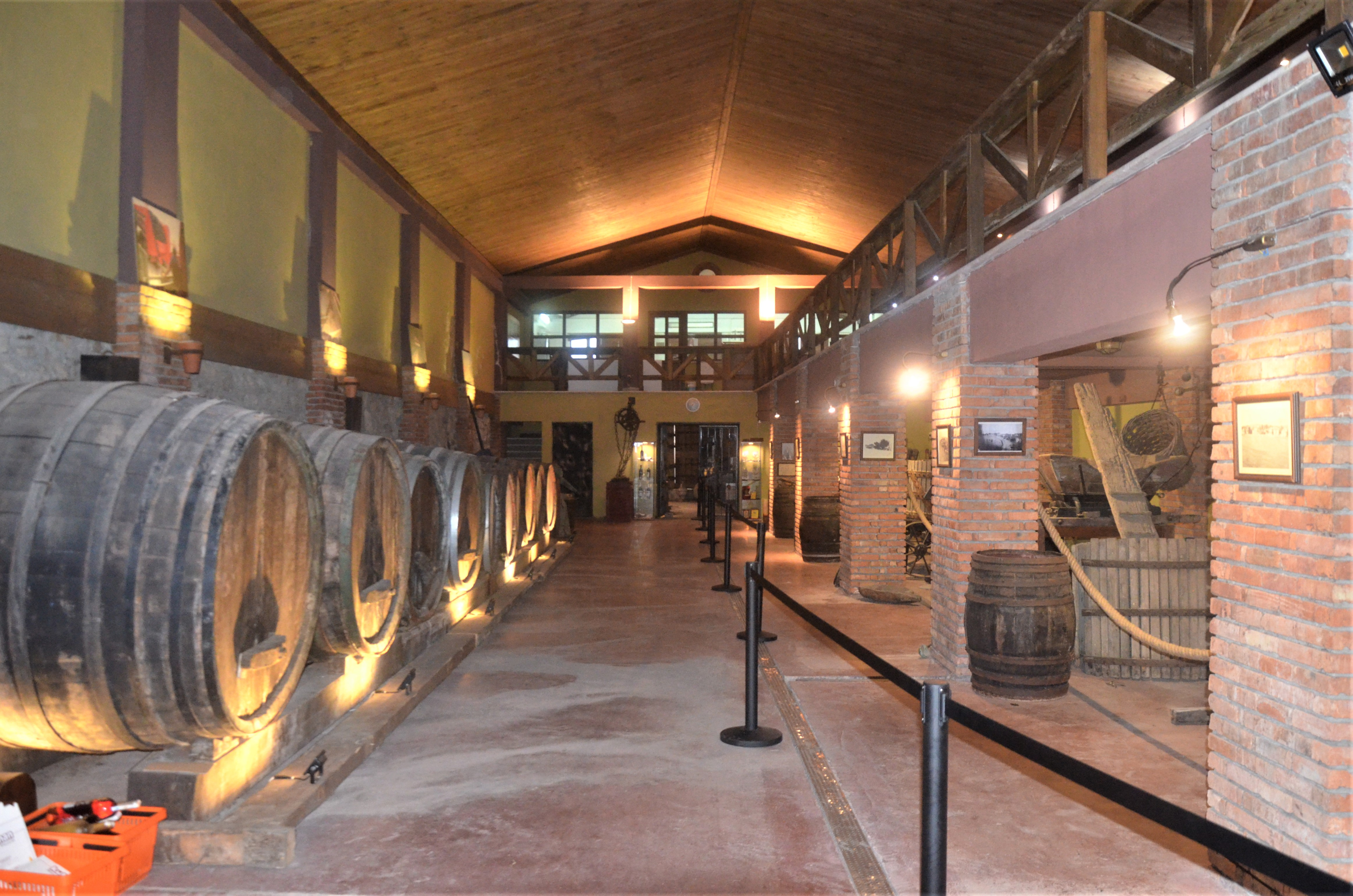
Vista dall'interno del Museo del Vino Kutman

Il Museo del Vino Kutman (in turco Kutman Şarap Müzesi) è un museo privato dedicato alla viticoltura, istituito nel 2004 dall'azienda vinicola Kutman a Mürefte, nel distretto di Şarköy, nella provincia di Tekirdağ, in Turchia.
Il Museo del Vino Kutman è stato fondato nel 2004 dai proprietari di terza generazione Adnan e Cahit Kutman dell'azienda vinicola Kutman, una delle cinque aziende vinicole del villaggio Mürefte. Il museo è ospitato in un edificio adiacente alla residenza, dove la famiglia ha vissuto tra i primi anni del 1900 e il 1976. Il museo espone travi carbonizzate dell'edificio della vecchia residenza bruciata nel 1928, registri della produzione vinicola degli ultimi ottant'anni, bilance risalenti al periodo ottomano, una pigiatrice meccanica, una diraspatrice meccanica, pompa per il mosto, grandi botti di legno per il vino, una tappatrice di bottiglie e bottiglie di vino impolverate.